# Cryptocephalus duplicatus
Cryptocephalus duplicatus es una especie de insecto coleóptero de la familia Chrysomelidae.
Fue descrita científicamente en 1845 por Suffrian.